# Stazione di Bolognina
La stazione di Bolognina è stata una fermata ferroviaria posta lungo la linea Bologna-Verona. Serviva Bolognina, frazione di Crevalcore.

## Storia
La stazione venne aperta al traffico nel 1941 in sostituzione della vecchia chiusa in tale anno. Negli anni successivi venne convertita in Posto di Movimento.
Il 7 gennaio 2005 alle ore 12:53, in un giorno di nebbia (la visibilità era compresa tra 50 e 150 metri), si verificò presso la stazione un gravissimo incidente ferroviario che causò la morte di 17 persone e il ferimento di altre 80.
La stazione venne definitivamente dismessa a seguito del completamento del raddoppio ferroviario, realizzato su una nuova sede.
Il 13 aprile 2021, presso l'ex stazione di Bolognina, è stato inaugurato il primo tratto emiliano della Ciclovia del Sole, parte della pista ciclabile EuroVelo 7 che collega Capo Nord a Malta; il tracciato da Mirandola a Osteria Nuova è stato realizzato recuperando l'ex sedime ferroviario della Bologna-Verona.